# Aphonopelma crinitum
Aphonopelma crinitum är en spindelart som först beskrevs av Pocock 1901.  Aphonopelma crinitum ingår i släktet Aphonopelma och familjen fågelspindlar. Inga underarter finns listade i Catalogue of Life.